# Hoplitis parana
Hoplitis parana là một loài Hymenoptera trong họ Megachilidae. Loài này được Warncke mô tả khoa học năm 1991.

## Hình ảnh

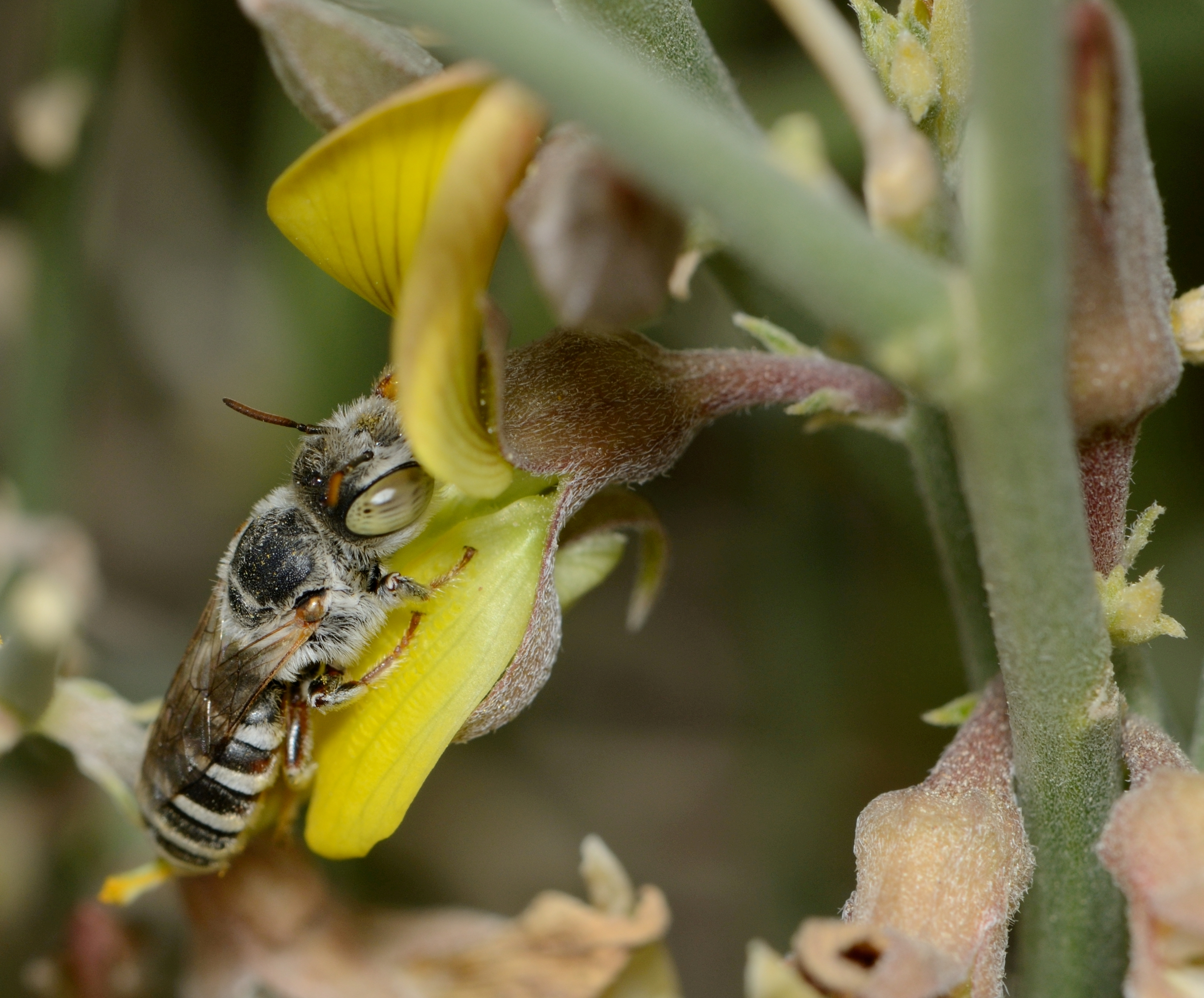